# Sålpåijaure
Sålpåijaure är en sjö i Gällivare kommun i Lappland och ingår i Kalixälvens huvudavrinningsområde. Sjön har en area på 0,0656 kvadratkilometer och ligger 486,1 meter över havet. Sålpåijaure ligger i Lina fjällurskog Natura 2000-område.

## Delavrinningsområde
Sålpåijaure ingår i det delavrinningsområde (747563-168752) som SMHI kallar för Mynnar i 747646-168946. Medelhöjden är 489 meter över havet och ytan är 1,81 kvadratkilometer. Det finns inga avrinningsområden uppströms utan avrinningsområdet är högsta punkten. Vattendraget som avvattnar avrinningsområdet har biflödesordning 5, vilket innebär att vattnet flödar genom totalt 5 vattendrag innan det når havet efter 265 kilometer. Avrinningsområdet består mestadels av skog (63 procent) och sankmarker (33 procent). Avrinningsområdet har 0,06 kvadratkilometer vattenytor vilket ger det en sjöprocent på 3,5 procent.